# Вавилово (Уфимський район)
Вави́лово (рос. Вавилово, башк. Вавилов) — присілок у складі Уфимського району Башкортостану, Росія. Входить до складу Михайловської сільської ради.
Населення — 231 особа (2010; 197 в 2002).
Національний склад:
- росіяни — 81 %